# Nantouillet
Nantouillet är en kommun i departementet Seine-et-Marne i regionen Île-de-France i norra Frankrike. Kommunen ligger i kantonen Mitry-Mory som tillhör arrondissementet Meaux. År 2022 hade Nantouillet 303 invånare.

## Befolkningsutveckling
Antalet invånare i kommunen Nantouillet
| Referens: INSEE |